# Mobil-Prozess
Methanol to Gasoline (MtG) ist ein Verfahren der Mobil, um aus Methanol oder Dimethylether durch katalytische Umsetzung an einem Zeolith-Katalysator andere Ottokraftstoffe mit niederer Oktanzahl herzustellen. Durch Variation des Katalysators und der Prozessbedingungen verschiebt sich die Selektivität zu Olefinen (Methanol to Olefins, MtO), zu aromatenreichen Produkten (Methanol to Aromatics, MtA) oder zu Propylen (Methanol to Propylene, MtP).

## Geschichte

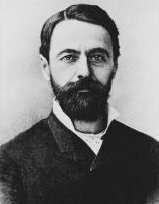
Joseph Achille Le Bel

Im Jahr 1880 beobachteten J. Le Bel und W. H. Greene, dass bei der Umsetzung von Methanol über geschmolzenem Zinkchlorid neben Methan auch Hexamethylbenzol gebildet wurde.
{\displaystyle \mathrm {15\ CH_{3}OH\longrightarrow C_{6}{(CH_{3})}_{6}+\ 3\ CH_{4}\ +15\ H_{2}O} }
Die Reaktion wurde interpretiert als Dehydrocyclisierung von Ethen zu Benzol unter anschließender Friedel-Crafts-Alkylierung durch Methylchlorid.
{\displaystyle \mathrm {2\ CH_{3}OH+ZnCl_{2}\longrightarrow 2\ CH_{3}Cl+Zn{(OH)}_{2}} }
{\displaystyle \mathrm {C_{6}H_{6}+6\ CH_{3}Cl\longrightarrow C_{6}{(CH_{3})}_{6}+\ 6\ HCl} }
Im Jahr 1914 untersuchte E. Sernagiotto die Umsetzung von Methanol an Phosphorpentoxid, die zur Bildung eines Olefingemisches führte.
Homer Martin Adkins und Philip D. Perkins beschrieben 1928 die Dehydratisierung von Methanol über Aluminiumoxid-Katalysatoren zu Dimethylether. Die russischen Chemiker Matyushenskii und Freidlin entdeckten bei ihren Versuchen zur Spaltung von Dimethylether, das bei der Methanolherstellung als unerwünschtes Nebenprodukt anfiel, an Al2O3/TiO2-Katalysatoren, dass sich unter geeigneten Reaktionsbedingungen Ethen bildete.
Im Jahr 1925 entwickelten Franz Fischer und Hans Tropsch die Fischer-Tropsch-Synthese zur Herstellung flüssiger Kohlenwasserstoffe aus Kohlenstoffmonoxid und Wasserstoff. Im Jahr 1956 berichteten Fawcett und Howk die Umsetzung von Methanol zu Kohlenwasserstoffgemischen unter Fischer-Tropsch-Bedingungen. Es stellte sich die Frage, ob Methanol in solchen Synthesen nur als eine Quelle für Kohlenstoffmonoxid/Wasserstoff-Gase dient.
Anfang der 1970er Jahre entwickelten Forscher der Mobil den Methanol-to-Gasoline-Prozess unter Verwendung von ZSM-5-Zeolithen.

## Verfahren
An Zeolith-Katalysatoren (ZSM-5) wird über das Zwischenprodukt Dimethylether ein aromatenreiches Kohlenwasserstoffgemisch gebildet.
{\displaystyle \mathrm {n\ CH_{3}OH\to \textstyle {\frac {n}{2}}\ CH_{3}OCH_{3}+\textstyle {\frac {n}{2}}\ H_{2}O\to \mathrm {Kohlenwasserstoffe\ formal:} \ (CH_{2})_{n}+n\ H_{2}O} }

Struktur von Durol

Das Kohlenwasserstoffgemisch reicht bis zu C10-Aromaten (Tetramethylbenzol Durol).
Der Prozess kann im Festbett- oder Fluidbett-Verfahren durchgeführt werden. Das Festbettverfahren wird in zwei Stufen durchgeführt. Im ersten Schritt erfolgt eine Dehydratisierung des Methanols zum Dimethylether. Dieser Schritt wird katalytisch bei Drücken zwischen 14 und 24 bar und Temperaturen um 400 °C durchgeführt. Im zweiten Schritt wird der Dimethylether an ZSM-5 im selben Temperatur- und Druckbereich zu einem Vergaserkraftstoff umgesetzt. Der Katalysator verkokt im Laufe des Prozesses und muss durch Abbrennen vom Koks befreit werden. Beim Wirbelschichtverfahren läuft die Dehydratisierung des Methanols im selben Schritt wie die Umsetzung des Dimethylethers statt. Der Katalysator wird kontinuierlich ausgeschleust und regeneriert.
In Deutschland wurde von 1982 bis 1989 eine Pilotanlage nach dem Fließbett-Verfahren von den Unternehmen Mobil Oil, UK Wesseling und Uhde betrieben, um die technischen Grundlagen für eine künftige großtechnische Anwendung zu legen. Die Anlage hatte eine Kapazität von 25 Tonnen/Tag und war in die Raffinerie der Union Rheinische Braunkohlenkraftstoff AG (UK Wesseling) integriert.
Eine weitere, kommerzielle Anlage wurde von 1985 bis 1995 in Motunui (häufig auch Montunui geschrieben) auf der Nordinsel von Neuseeland betrieben.

## Katalysator

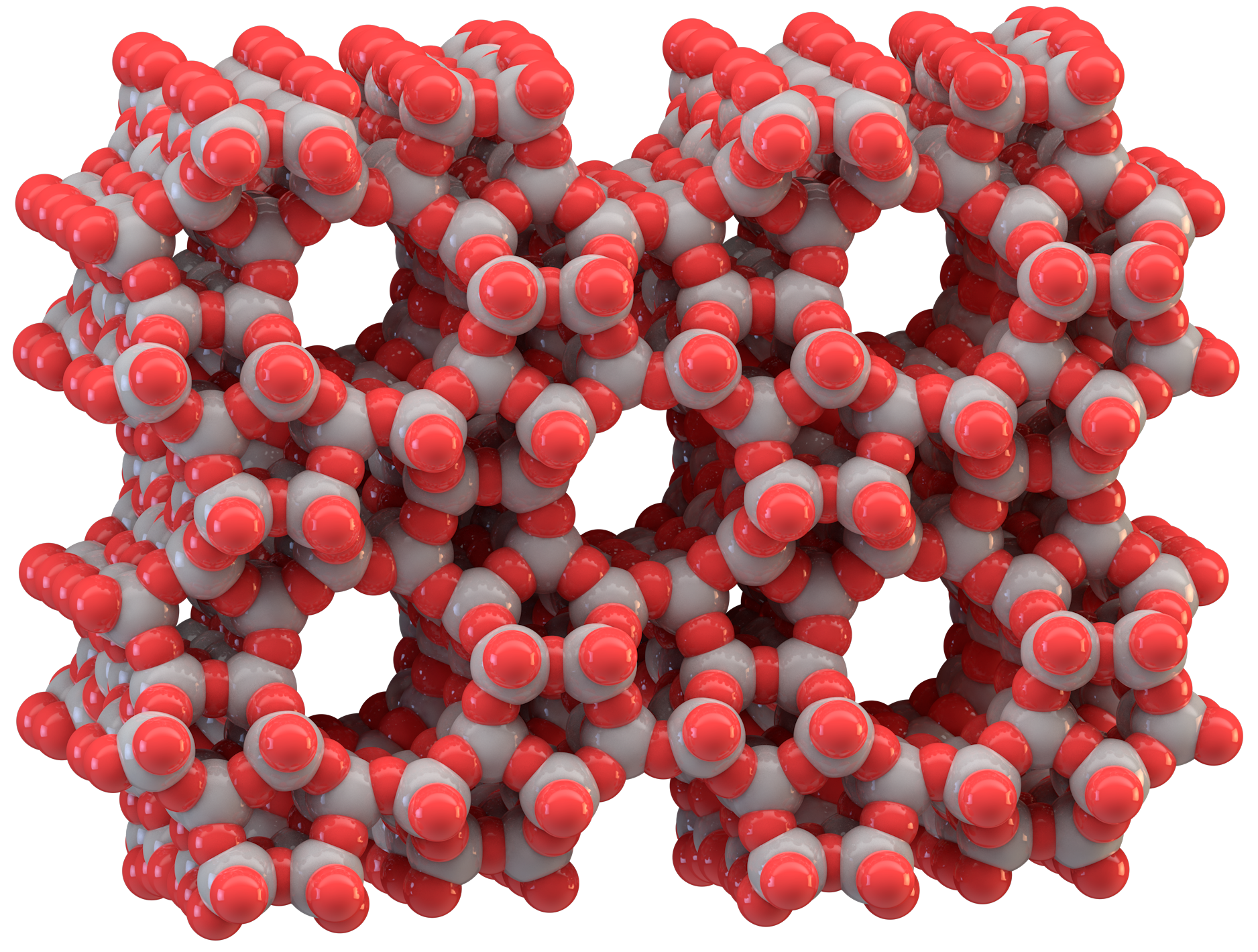
Struktur des ZSM-5

Die Komposition des Zeolithen hat einen großen Einfluss auf das Produktspektrum. Olefine werden bevorzugt beim Einsatz von Zeolithen mit einem hohen SiO2/Al2O3-Verhältnis (> 30:1) und hydrophoben Eigenschaften erhalten. Auch kleinporige Zeolithe wie ZSM-34 sowie die Einspeisung von Wasserdampf zum Edukt führen zu höherer Olefin-Selektivität. Die Dotierung mit verschiedenen Metallen und Metalloxiden kann die Selektivität zu Olefinen erhöhen.
Werden verfahrenstechnisch die Verweilzeiten verlängert oder der Prozess bei höheren Temperaturen sowie Drücken durchgeführt, wird die Selektivität der Aromatenbildung erhöht.

## Reaktionsmechanismus
Der Reaktionsmechanismus der Methanol-Umwandlung ist nicht in allen Einzelheiten geklärt. Es werden drei verschiedene Wege diskutiert. Zunächst wurde angenommen, dass Methanol oder Dimethylether durch Wasserabspaltung ein Carben bildet, welches zum Ethen rekombiniert.
{\displaystyle \mathrm {CH_{3}OH\longrightarrow \ {:CH}_{2}+\ H_{2}O} }
{\displaystyle \mathrm {CH_{3}OCH_{3}\longrightarrow \ {:CH}_{2}+\ CH_{3}OH} }
{\displaystyle \mathrm {2\ {:CH}_{2}\longrightarrow \ C_{2}H_{4}} }
Das Ethen kann durch Anlagerung von weiteren Carben-Einheiten und folgender Umlagerung zu höhermolekularen Olefinen reagieren.
Als weiterer Mechanismus wird ein Carbonium-Ionen Mechanismus diskutiert. Durch Anlagerung des Carbonium-Ions an Dimethylether unter Abspaltung von Methanol entstehen Carbokationen, die sich unter Eliminierung eines H+ ein Olefin bilden.
Auch die Bildung von höhermolekularen Methyl-Alkyl-Ethern mit abschließender Eliminierung von Methanol unter Olefin-Bildung wurde vorgeschlagen.
{\displaystyle \mathrm {CH_{3}OH+CH_{3}OCH_{3}\longrightarrow \ CH_{3}OC_{2}H_{5}+\ H_{2}O} }
{\displaystyle \mathrm {CH_{3}OC_{2}H_{5}\longrightarrow \ C_{2}H_{4}+\ CH_{3}OH} }

## Gegenwärtiger Status
Das Methanol-to-Gasoline-Verfahren gewann in den letzten Jahren immer mehr an Aufmerksamkeit im Zuge der Diskussion um die benötigte Emissionsreduktion und Defossilierung des Verkehrssektors. Insbesondere rückt das Verfahren durch die Diskussionen um E-Fuels weiter in den Fokus von Wissenschaft und Industrie. Dabei ist das Ziel aus CO2 und Wasserstoff grünes Methanol herzustellen, um in den darauffolgenden Schritten einen CO2-neutralen Ottokraftstoff zu produzieren. CO2-Neutralität kann z. B. durch die Nutzung von atmosphärischem CO2 (Direct-Air-Capture) und von grünem Wasserstoff (Wasserelektrolyse) sichergestellt werden. Im vom Bundesministerium für Wirtschaft und Energie geförderten Projekt „C3-Mobility“ wurden mit 30 Partnern aus unterschiedlichen Wirtschaftssektoren fünf verschiedene Otto- und Dieselkraftstoffe auf Basis von Methanol hergestellt und hinsichtlich ihrer unterschiedlicher Herstellungs- und Verbrauchsketten, Wirkungsgrade sowie Markteinführungsszenarien untersucht. Für die ottomotorische Betrachtung wurde u. a. Methanol-to-Gasoline als Verfahren genutzt. In diesem Rahmen wurden 15.400 Liter synthetisches Benzin aus grünem Methanol hergestellt.